# 大伦镇 (北流市)
大伦镇，是中华人民共和国广西壮族自治区玉林市北流市下辖的一个乡镇级行政单位。

## 行政区划
大伦镇下辖以下地区：
大伦村、文城村、南岸村、玉塘村、冲表村、六岑村、平冲村、旺贺村、平田垌村和大伦农场生活区。